# Téléphérique du Sancy
Le téléphérique du Sancy est un téléphérique situé dans le département du Puy-de-Dôme, en région Auvergne-Rhône-Alpes. Il amène au pied d'un escalier de 850 marches qui conduit au sommet du puy de Sancy, point culminant du Massif central.

## Histoire
Les téléphériques du Puy-de-Sancy sont deux téléphériques parallèles, construits en 1936/1937 et 1961, qui mènent du Mont-Dore au Pic du Sancy (1780 m). Le premier téléphérique, construit en 1936 et inauguré le 17 janvier 1937, dispose d'un pylône, tandis que le second ne possède pas de pylône.
Ce dernier téléphérique a une longueur de 1 111 mètres et dispose de deux cabines construites en 1991. L'entraînement est assuré par un moteur à courant continu d'une puissance de 280 kW. Les câbles tracteurs installés en 1998 ont un diamètre de 27,8 mm et les câbles porteurs installés en 2011 ont un diamètre de 48 mm.

## Accident
Le 25 décembre 1965, un grave accident a eu lieu sur ce téléphérique, faisant 7 victimes, lorsque celui-ci s'est brusquement arrêté par vent fort à la suite d'une panne de courant, provoquant la collision d'une cabine avec un rocher, son éventration et la chute de sept passagers.

## Iconographie
Un timbre postal, d'une valeur de 0,20 franc représentant le massif du Mont-Dore avec son téléphérique, a été émis le 3 juillet 1961.